# Tratado de Berdejo
El tratado de Berdejo fue firmado el 5 de octubre de 1186 en Berdejo entre el reino de Castilla y el de Aragón contra el de Navarra.

## Contenido
Es una continuidad del Tratado de Ágreda, firmado el 21 de enero de 1186) y del Tratado de Sauquillo (30 de septiembre de 1187) en contra del señor de Albarracín, en manos del navarro Pedro Ruiz de Azagra.
Durante el mismo se acordó el intercambio de los lugares de Ariza, que pasará a manos castellanos, y de Berdejo, que pasa al control aragonés.

## Ambiciones sobre el reino de Navarra
A diferencia de estos anteriores, en esta ocasión se amplía a una ayuda mutua contra Navarra. Se obligan a no firmar un pacto con Sancho VI el Sabio sin consentimiento del otro. En él Alfonso VIII de Castilla se arrepiente de la firma de las paces de 1179 y presiona para conseguir la parte del territorio de Álava que quedó en manos del rey de Navarra.
Ante esta aspiración, en la cancillería real de Sancho VI, desde marzo de 1187, se responde agregando expresamente el corónimo de "Álava" en las cláusulas "regnante" de los diplomas regios con la finalidad de manifestar con rotundidad «que el monarca navarro reinaba y debía reinar en Navarra y Álava, por encima de las inclinaciones e intereses coyunturales de sus grupos dominantes».
Sancho VI el Sabio, que ya recelaba de Alfonso VIII y sus aspiraciones sobre Álava, ya estaba estudiando con sus consejeros la forma de reajustar la forma de gobierno en este territorio buscando »cierta racionalización de la fiscalidad del reino.» La firma de este tratado reafirmaba sus recelos.